# Edward Stachura
Edward Stachura, né le 18 août 1937 à Charvieu en France et mort le 24 juillet 1979 à Varsovie, est un poète polonais, mais également romancier, auteur de chansons et à l'occasion interprète. Il se suicide à 41 ans.

## Biographie

### Jeunes années
Edward Stachura est né le 18 août 1937 dans une famille d'émigrés polonais à Charvieu en France. Il était le deuxième d'une famille de quatre enfants. Ses parents se sont rencontrés en France après avoir émigré au début des années 1920. Stachura a passé les onze premières années de sa vie en France. La famille vivait dans un grand immeuble partagé par des émigrés venant de différents pays : Polonais mais également Grecs, Albanais, Arméniens, Italiens, Arabes. Stachura fréquentait l'école publique française et une fois par semaine, une école polonaise.

### Vie en Pologne
En 1948, sa famille retourne en Pologne. il publie ses premiers poèmes à partir de 1956.

## Sélection d’œuvres

### Poésie
- Dużo ognia (1963)
- Przystępuję do ciebie (1968)
- Po ogrodzie niech hula szarańcza (1968)
- Kropka nad ypsilonem (1975)
- Missa pagana (1978)

### Nouvelles
- Jeden dzień (1962)
- Falując na wietrze (1966)
- Się (1977)

### Romans
- Cała jaskrawość (1969)
- Siekierezada albo zima leśnych ludzi (1971)

### Traduit en français
- Près d'Annopol, quatre récits traduits par Liliana Orlowska et Laurent Pinon, Éditions Alidades (2022)
- Me résigner au monde, Solin Éditions (1995)